# Premier Soccer League
Premier Soccer League to oficjalna nazwa organu rozgrywek klubowych w Południowej Afryce. PSL składa się z dwóch klas rozgrywkowych – ekstraklasy ABSA Premiership bądź też po prostu Premier Soccer League, sponsorowanej przez ABSA oraz drugiej ligi – Mvela Golden League, sponsorowanej przez magnata biznesowego Tokyo Sexwale'a.
Premier Soccer League została założona przez Kaizera Motaung, Irvina Khozę, Raymonda Hacka i Jomo Sono w 1996. Aktualnym prezesem Premier Soccer League jest Irvin Khoza. Grający obecnie w Mvela Golden League Manning Rangers byli pierwszymi mistrzami ekstraklasy w 1997.
Po sezonie 2001/2002 liga została zmniejszona z 18 do 16 drużyn.
Ostatni zespół ABSA Premiership automatycznie spada, natomiast przedostatnia bierze udział w Mvela Play-offs i mierzy się z drugim, trzecim oraz czwartym zespołem Mvela Golden League.
Przed 2004 rozgrywki II ligi były podzielone na dwie grupy – w jednej grały zespoły z wybrzeża, a w drugiej kluby z głębi lądu. Zwycięzca każdej z grup uzyskiwał awans do PSL. Po 2004 ligę połączono ze sobą.

## Zespoły w sezonie 2016/2017
- Ajax Kapsztad
- Baroka FC
- Bidvest Wits
- Bloemfontein Celtic
- Cape Town City
- Chippa United
- Free State Stars
- Golden Arrows
- Highlands Park
- Kaizer Chiefs
- Mamelodi Sundowns
- Maritzburg United
- Orlando Pirates
- Platinum Stars
- Polokwane City
- Supersport United

Mistrz oraz wicemistrz Premier Soccer League uzyskują awans do Afrykańskiej Ligi Mistrzów, a trzecia drużyna i zdobywca Pucharu ABSA (odpowiednika angielskiego Pucharu Ligi) kwalifikują się do Afrykańskiego Pucharu Konfederacji (odpowiednika Ligi Europy).

## Zwycięzcy Premier Soccer League
| Sezon     | Zwycięzca         | Wicemistrz        |
| --------- | ----------------- | ----------------- |
| 1996/1997 | Manning Rangers   | Kaizer Chiefs     |
| 1997/1998 | Mamelodi Sundowns | Kaizer Chiefs     |
| 1998/1999 | Mamelodi Sundowns | Kaizer Chiefs     |
| 1999/2000 | Mamelodi Sundowns | Orlando Pirates   |
| 2000/2001 | Orlando Pirates   | Kaizer Chiefs     |
| 2001/2002 | Santos Kapsztad   | Supersport United |
| 2002/2003 | Orlando Pirates   | Supersport United |
| 2003/2004 | Kaizer Chiefs     | Ajax Kapsztad     |
| 2004/2005 | Kaizer Chiefs     | Orlando Pirates   |
| 2005/2006 | Mamelodi Sundowns | Orlando Pirates   |
| 2006/2007 | Mamelodi Sundowns | Platinum Stars    |
| 2007/2008 | Supersport United | Ajax Kapsztad     |
| 2008/2009 | Supersport United | Orlando Pirates   |
| 2009/2010 | Supersport United | Mamelodi Sundowns |
| 2010/2011 | Orlando Pirates   | Ajax Kapsztad     |
| 2011/2012 | Orlando Pirates   | Moroka Swallows   |
| 2012/2013 | Kaizer Chiefs     | Platinum Stars    |
| 2013/2014 | Mamelodi Sundowns | Kaizer Chiefs     |
| 2014/2015 | Kaizer Chiefs     | Mamelodi Sundowns |
| 2015/2016 | Mamelodi Sundowns | Bidvest Wits      |
| 2016/2017 | Bidvest Wits      | Mamelodi Sundowns |
| 2017/2018 | Mamelodi Sundowns | Orlando Pirates   |
| 2018/2019 | Mamelodi Sundowns | Orlando Pirates   |

## Podsumowanie
|   | Klub              | Liczba tytułów |
| - | ----------------- | -------------- |
| 1 | Mamelodi Sundowns | 12             |
| 2 | Orlando Pirates   | 4              |
| 2 | Kaizer Chiefs     | 4              |
| 4 | Supersport United | 3              |
| 5 | Manning Rangers   | 1              |
| 5 | Santos FC         | 1              |
| 5 | Bidvest Wits      | 1              |

## Królowie strzelców
| Sezon     | Piłkarz               | Bramki | Klub                  |
| --------- | --------------------- | ------ | --------------------- |
| 1996/1997 | Wilfred Mugeyi        | 22     | Bush Bucks Umtata     |
| 1997/1998 | Daniel Mudau          | 24     | Mamelodi Sundowns     |
| 1998/1999 | Pollen Ndlanya        | 21     | Orlando Pirates       |
| 1999/2000 | Dennis Lota           | 18     | Orlando Pirates       |
| 2000/2001 | Gilbert Mushangazhike | 19     | Manning Rangers       |
| 2001/2002 | Ishmael Maluleke      | 18     | Manning Rangers       |
| 2002/2003 | Lesley Manyathela     | 18     | Orlando Pirates       |
| 2003/2004 | Jackie Ledwaba        | 14     | Zulu Royals           |
| 2004/2005 | Collins Mbesuma       | 25     | Kaizer Chiefs         |
| 2005/2006 | Mame Niang            | 14     | Moroka Swallows       |
| 2006/2007 | Chris Katongo         | 15     | Jomo Cosmos           |
| 2007/2008 | James Chamanga        | 14     | Moroka Swallows       |
| 2008/2009 | Richard Henyekane     | 19     | Golden Arrows Durban  |
| 2009/2010 | Katlego Mphela        | 17     | Mamelodi Sundowns     |
| 2010/2011 | Knowledge Musona      | 15     | Kaizer Chiefs         |
| 2011/2012 | Siyabonga Nomvethe    | 20     | Moroka Swallows       |
| 2012/2013 | Katlego Mashego       | 13     | Moroka Swallows       |
| 2013/2014 | Bernard Parker        | 10     | Kaizer Chiefs         |
| 2014/2015 | Moeketsi Sekola       | 14     | Free State Stars      |
| 2015/2016 | Collins Mbesuma       | 14     | Mpumalanga Black Aces |
| 2016/2017 | Lebogang Manyama      | 13     | Cape Town City        |

## Sponsoring
Od kiedy powstała Premier Soccer League w 1996 posiada ona sponsora. Poniżej znajduje się lista dotychczasowych sponsorów ligi:
- 1996-2007: Castle Lager
- Od 2007: ABSA

Od nazwy sponsora bierze się nazwa ligi.

## Ligowe rekordy
- Najwięcej tytułów: 7 – Mamelodi Sundowns (1997/1998), (1998/1999), (1999/2000), (2005/2006), (2006/2007), (2013/2014) i (2015/2016)
- Najwyższe zwycięstwo: Supersport United 8 - 1 Zulu Royals (2003/2004)
- Najwięcej goli strzelonych w sezonie: 73 – Kaizer Chiefs (1998/1999)
- Najwięcej goli straconych w sezonie: 85 – Mother City FC (1999/2000)
- Najwięcej zdobytych punktów w sezonie: 75 – Mamelodi Sundowns (1999/2000)